# Otto Dibelius

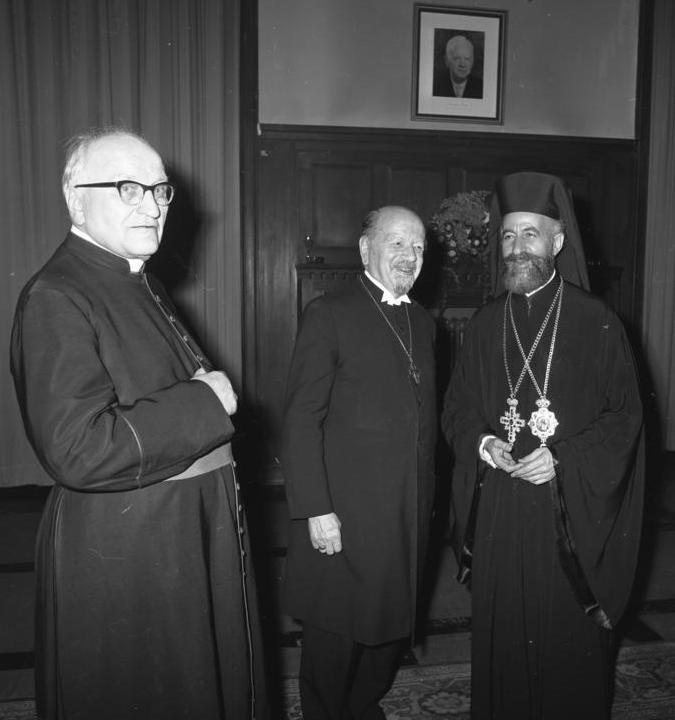
Otto Dibelius, en el centro, junto con Makarios III (derecha), presidente de Chipre, y el prelado Tukowsky.

Friedrich Karl Otto Dibelius (Berlín, Alemania, 15 de mayo de 1880 – ibíd., 31 de enero de 1967) fue un teólogo luterano alemán. Fue un fuerte opositor al nacionalismo hitleriano. Estudió en Berlín, Wittenberg y Edimburgo. Desde 1945 hasta 1966 fue obispo de Berlín y de 1949 a 1966 presidente de la Iglesia evangélica en Alemania.

## Obras[2]
Destacan 3 publicaciones:
- Das Jahrhundert der Kirche (1927)
- Ein Christ ist immer im Dienst (1961)
- Obrigkeit (1963)